# St. Charles (Arkansas)
St. Charles város az USA Arkansas államában,  Arkansas megyében. Lakosainak száma 207 fő (2020. április 1.).

## Népesség
A település népességének változása:

| 2010 | 230 |
| 2020 | 207 |